# 2004-es sebringi 12 órás verseny
A Sebringi 12 órás versenyt 2004. március 20-án, 52. alkalommal rendezték meg.

## Végeredmény
|        | Kategória | #  | Csapat                                     | Versenyzők                                               | Modell                      | Gumi | Körök |
| Engine | Kategória | #  | Csapat                                     | Versenyzők                                               |                             | Gumi | Körök |
| ------ | --------- | -- | ------------------------------------------ | -------------------------------------------------------- | --------------------------- | ---- | ----- |
| 1      | LMP1      | 28 | Audi Sport UK Team Veloqx                  | Allan McNish Frank Biela Pierre Kaffer                   | Audi R8                     | M    | 350   |
| 1      | LMP1      | 28 | Audi Sport UK Team Veloqx                  | Allan McNish Frank Biela Pierre Kaffer                   | Audi 3.6L Turbo V8          | M    | 350   |
| 2      | LMP1      | 38 | ADT Champion Racing                        | Marco Werner Emanuele Pirro JJ Lehto                     | Audi R8                     | M    | 345   |
| 2      | LMP1      | 38 | ADT Champion Racing                        | Marco Werner Emanuele Pirro JJ Lehto                     | Audi 3.6L Turbo V8          | M    | 345   |
| 3      | LMP1      | 88 | Audi Sport UK Team Veloqx                  | Johnny Herbert Jamie Davies Guy Smith                    | Audi R8                     | M    | 338   |
| 3      | LMP1      | 88 | Audi Sport UK Team Veloqx                  | Johnny Herbert Jamie Davies Guy Smith                    | Audi 3.6L Turbo V8          | M    | 338   |
| 4      | GTS       | 3  | Corvette Racing                            | Ron Fellows Johnny O'Connell Max Papis                   | Chevrolet Corvette C5-R     | M    | 329   |
| 4      | GTS       | 3  | Corvette Racing                            | Ron Fellows Johnny O'Connell Max Papis                   | Chevrolet LS7-R 7.0L V8     | M    | 329   |
| 5      | LMP1      | 22 | Rollcentre Racing                          | Martin Short Rob Barff João Barbosa                      | Dallara SP1                 | D    | 326   |
| 5      | LMP1      | 22 | Rollcentre Racing                          | Martin Short Rob Barff João Barbosa                      | Judd GV4 4.0L V10           | D    | 326   |
| 6      | LMP1      | 16 | Dyson Racing                               | Butch Leitzinger Andy Wallace James Weaver               | MG-Lola EX257               | G    | 323   |
| 6      | LMP1      | 16 | Dyson Racing                               | Butch Leitzinger Andy Wallace James Weaver               | MG (AER) XP20 2.0L Turbo I4 | G    | 323   |
| 7      | LMP1      | 12 | Autocon Motorsports                        | Tomy Drissi Michael Lewis Vic Rice                       | Riley & Scott MkIIIC        | D    | 321   |
| 7      | LMP1      | 12 | Autocon Motorsports                        | Tomy Drissi Michael Lewis Vic Rice                       | Lincoln (Élan) 5.0L V8      | D    | 321   |
| 8      | GT        | 23 | Alex Job Racing                            | Timo Bernhard Sascha Maassen                             | Porsche 911 GT3-RSR         | M    | 317   |
| 8      | GT        | 23 | Alex Job Racing                            | Timo Bernhard Sascha Maassen                             | Porsche 3.6L Flat-6         | M    | 317   |
| 9      | LMP1      | 86 | Larbre Compétition Panoz Motor Sports      | Christophe Bouchut Jean-Luc Blanchemain Roland Bervillé  | Panoz GTP                   | M    | 317   |
| 9      | LMP1      | 86 | Larbre Compétition Panoz Motor Sports      | Christophe Bouchut Jean-Luc Blanchemain Roland Bervillé  | Élan 6L8 6.0L V8            | M    | 317   |
| 10     | GT        | 24 | Alex Job Racing                            | Lucas Luhr Romain Dumas Marc Lieb                        | Porsche 911 GT3-RSR         | M    | 317   |
| 10     | GT        | 24 | Alex Job Racing                            | Lucas Luhr Romain Dumas Marc Lieb                        | Porsche 3.6L Flat-6         | M    | 317   |
| 11     | GT        | 31 | White Lightning Racing                     | David Murry Craig Stanton                                | Porsche 911 GT3-RS          | M    | 311   |
| 11     | GT        | 31 | White Lightning Racing                     | David Murry Craig Stanton                                | Porsche 3.6L Flat-6         | M    | 311   |
| 12     | GT        | 45 | Flying Lizard Motorsports                  | Johannes van Overbeek Darren Law Jon Fogarty             | Porsche 911 GT3-RSR         | M    | 311   |
| 12     | GT        | 45 | Flying Lizard Motorsports                  | Johannes van Overbeek Darren Law Jon Fogarty             | Porsche 3.6L Flat-6         | M    | 311   |
| 13     | GT        | 43 | BAM!                                       | Mike Rockenfeller Peter Baron Leo Hindery                | Porsche 911 GT3-RS          | M    | 309   |
| 13     | GT        | 43 | BAM!                                       | Mike Rockenfeller Peter Baron Leo Hindery                | Porsche 3.6L Flat-6         | M    | 309   |
| 14     | GT        | 79 | J3 Racing                                  | Justin Jackson Brian Cunningham Tim Sugden               | Porsche 911 GT3-RSR         | M    | 307   |
| 14     | GT        | 79 | J3 Racing                                  | Justin Jackson Brian Cunningham Tim Sugden               | Porsche 3.6L Flat-6         | M    | 307   |
| 15     | GTS       | 25 | Barron Connor Racing                       | Danny Sullivan John Bosch Thomas Biagi                   | Ferrari 575-GTC Maranello   | P    | 307   |
| 15     | GTS       | 25 | Barron Connor Racing                       | Danny Sullivan John Bosch Thomas Biagi                   | Ferrari 6.0L V12            | P    | 307   |
| 16     | GT        | 35 | Risi Competizione                          | Anthony Lazzaro Ralf Kelleners Matteo Bobbi              | Ferrari 360 Modena GTC      | P    | 304   |
| 16     | GT        | 35 | Risi Competizione                          | Anthony Lazzaro Ralf Kelleners Matteo Bobbi              | Ferrari 3.6L V8             | P    | 304   |
| 17     | LMP1      | 37 | Intersport Racing                          | Jon Field Duncan Dayton Larry Connor                     | Lola B01/60                 | G    | 302   |
| 17     | LMP1      | 37 | Intersport Racing                          | Jon Field Duncan Dayton Larry Connor                     | Judd KV675 3.4L V8          | G    | 302   |
| 18     | GT        | 66 | New Century - The Racer's Group            | Patrick Long Cort Wagner Kelly Collins                   | Porsche 911 GT3-RSR         | M    | 302   |
| 18     | GT        | 66 | New Century - The Racer's Group            | Patrick Long Cort Wagner Kelly Collins                   | Porsche 3.6L Flat-6         | M    | 302   |
| 19     | GT        | 68 | The Racer's Group                          | Piers Masarati Gregor Fisken Ian Donaldson               | Porsche 911 GT3-RS          | M    | 299   |
| 19     | GT        | 68 | The Racer's Group                          | Piers Masarati Gregor Fisken Ian Donaldson               | Porsche 3.6L Flat-6         | M    | 299   |
| 20     | GT        | 49 | Morgan Works Racing Team                   | Neil Cunningham Keith Ahlers Adam Sharpe                 | Morgan Aero 8-R             | Y    | 281   |
| 20     | GT        | 49 | Morgan Works Racing Team                   | Neil Cunningham Keith Ahlers Adam Sharpe                 | BMW (Mader) 4.5L V8         | Y    | 281   |
| 21     | GT        | 78 | J3 Racing                                  | Dorsey Porter Jr. Romeo Kapudija Niclas Jönsson          | Porsche 911 GT3-RS          | M    | 275   |
| 21     | GT        | 78 | J3 Racing                                  | Dorsey Porter Jr. Romeo Kapudija Niclas Jönsson          | Porsche 3.6L Flat-6         | M    | 275   |
| 22     | LMP1      | 15 | Citgo Racing Taurus Racing                 | Milka Duno Justin Wilson Phil Andrews                    | Lola B2K/10                 | D    | 270   |
| 22     | LMP1      | 15 | Citgo Racing Taurus Racing                 | Milka Duno Justin Wilson Phil Andrews                    | Judd GV4 4.0L V10           | D    | 270   |
| 23     | LMP2      | 10 | American Spirit Racing Miracle Motorsports | Ian James John Macaluso Mike Borkowski                   | Lola B2K/40                 | P    | 264   |
| 23     | LMP2      | 10 | American Spirit Racing Miracle Motorsports | Ian James John Macaluso Mike Borkowski                   | Nissan (AER) VQL 3.0L V6    | P    | 264   |
| 24     | GT        | 91 | Chamberlain-Synergy Motorsport             | Christopher Stockton Gareth Evans Amanda Stretton        | TVR Tuscan T400R            | D    | 262   |
| 24     | GT        | 91 | Chamberlain-Synergy Motorsport             | Christopher Stockton Gareth Evans Amanda Stretton        | TVR Speed Six 4.0L I6       | D    | 262   |
| 25     | GTS       | 63 | ACEMCO Motorsports                         | Terry Borcheller Johnny Mowlem David Brabham             | Saleen S7-R                 | P    | 257   |
| 25     | GTS       | 63 | ACEMCO Motorsports                         | Terry Borcheller Johnny Mowlem David Brabham             | Ford 7.0L V8                | P    | 257   |
| 26     | LMP2      | 7  | Rand Racing                                | Bill Rand James Gue Mike Fitzgerald                      | Lola B2K/40                 | Y    | 248   |
| 26     | LMP2      | 7  | Rand Racing                                | Bill Rand James Gue Mike Fitzgerald                      | Nissan (AER) VQL 3.0L V6    | Y    | 248   |
| 27 NC  | LMP2      | 30 | Intersport Racing                          | William Binnie Clint Field Rick Sutherland               | Lola B2K/40                 | P    | 232   |
| 27 NC  | LMP2      | 30 | Intersport Racing                          | William Binnie Clint Field Rick Sutherland               | Judd KV675 3.4L V8          | P    | 232   |
| 28 DNF | GT        | 32 | Cirtek Motorsport                          | Rob Wilson Frank Mountain Robert Brooks                  | Porsche 911 GT3-RSR         | D    | 215   |
| 28 DNF | GT        | 32 | Cirtek Motorsport                          | Rob Wilson Frank Mountain Robert Brooks                  | Porsche 3.6L Flat-6         | D    | 215   |
| 29 DNF | GT        | 61 | P.K. Sport                                 | Alex Caffi David Warnock Tracy Krohn                     | Porsche 911 GT3-RS          | P    | 214   |
| 29 DNF | GT        | 61 | P.K. Sport                                 | Alex Caffi David Warnock Tracy Krohn                     | Porsche 3.6L Flat-6         | P    | 214   |
| 30 DNF | LMP2      | 56 | Team Bucknum Racing                        | Jeff Bucknum Chris McMurry Bryan Willman                 | Pilbeam MP91                | D    | 181   |
| 30 DNF | LMP2      | 56 | Team Bucknum Racing                        | Jeff Bucknum Chris McMurry Bryan Willman                 | Nissan (AER) VQL 3.0L V6    | D    | 181   |
| 31 DNF | GT        | 60 | P.K. Sport                                 | Robin Liddell Hugh Plumb Peter Boss                      | Porsche 911 GT3-RS          | P    | 167   |
| 31 DNF | GT        | 60 | P.K. Sport                                 | Robin Liddell Hugh Plumb Peter Boss                      | Porsche 3.6L Flat-6         | P    | 167   |
| 32 DNF | GTS       | 71 | Carsport America                           | Tom Weickardt Kevin Allen Jean-Philippe Belloc           | Dodge Viper GTS-R           | P    | 121   |
| 32 DNF | GTS       | 71 | Carsport America                           | Tom Weickardt Kevin Allen Jean-Philippe Belloc           | Dodge 8.0L V10              | P    | 121   |
| 33 DNF | GT        | 92 | Chamberlain-Synergy Motorsport             | Bob Berridge Lee Caroline Michael Caine                  | TVR Tuscan T400R            | D    | 120   |
| 33 DNF | GT        | 92 | Chamberlain-Synergy Motorsport             | Bob Berridge Lee Caroline Michael Caine                  | TVR Speed Six 4.0L I6       | D    | 120   |
| 34 DNF | LMP2      | 11 | American Spirit Racing Miracle Motorsports | Bobby Sak Jason Workman Scott Bradley                    | Lola B2K/40                 | P    | 108   |
| 34 DNF | LMP2      | 11 | American Spirit Racing Miracle Motorsports | Bobby Sak Jason Workman Scott Bradley                    | Nissan (AER) VQL 3.0L V6    | P    | 108   |
| 35 DNF | LMP1      | 20 | Dyson Racing                               | Chris Dyson Jan Lammers Didier de Radigues               | MG-Lola EX257               | G    | 106   |
| 35 DNF | LMP1      | 20 | Dyson Racing                               | Chris Dyson Jan Lammers Didier de Radigues               | MG (AER) XP20 2.0L Turbo I4 | G    | 106   |
| 36 DNF | GTS       | 26 | Barron Connor Racing                       | Mike Hezemans Ange Barde Jean-Denis Délétraz             | Ferrari 575-GTC Maranello   | P    | 101   |
| 36 DNF | GTS       | 26 | Barron Connor Racing                       | Mike Hezemans Ange Barde Jean-Denis Délétraz             | Ferrari 6.0L V12            | P    | 101   |
| 37 DNF | GT        | 44 | Flying Lizard Motorsports                  | Lonnie Pechnik Seth Neiman Peter Cunningham              | Porsche 911 GT3-RS          | M    | 100   |
| 37 DNF | GT        | 44 | Flying Lizard Motorsports                  | Lonnie Pechnik Seth Neiman Peter Cunningham              | Porsche 3.6L Flat-6         | M    | 100   |
| 38 DNF | GT        | 67 | New Century - The Racer's Group            | Marc Bunting Pierre Ehret Jim Matthews                   | Porsche 911 GT3-RSR         | M    | 94    |
| 38 DNF | GT        | 67 | New Century - The Racer's Group            | Marc Bunting Pierre Ehret Jim Matthews                   | Porsche 3.6L Flat-6         | M    | 94    |
| 39 DNF | GTS       | 4  | Corvette Racing                            | Oliver Gavin Olivier Beretta Jan Magnussen               | Chevrolet Corvette C5-R     | M    | 83    |
| 39 DNF | GTS       | 4  | Corvette Racing                            | Oliver Gavin Olivier Beretta Jan Magnussen               | Chevrolet LS7-R 7.0L V8     | M    | 83    |
| 40 DNF | LMP1      | 33 | Intersport Racing                          | Mike Durand Chad Block Georges Forgeois                  | Riley & Scott MkIIIC        | G    | 62    |
| 40 DNF | LMP1      | 33 | Intersport Racing                          | Mike Durand Chad Block Georges Forgeois                  | Élan 6L8 6.0L V8            | G    | 62    |
| 41 DNF | GT        | 52 | Seikel Motorsport                          | Philip Collin Grady Willingham Tony Burgess              | Porsche 911 GT3-RS          | Y    | 47    |
| 41 DNF | GT        | 52 | Seikel Motorsport                          | Philip Collin Grady Willingham Tony Burgess              | Porsche 3.6L Flat-6         | Y    | 47    |
| 42 DNF | LMP2      | 8  | Rand Racing                                | Derek Hill Andy Lally Marino Franchitti                  | Lola B2K/40                 | Y    | 12    |
| 42 DNF | LMP2      | 8  | Rand Racing                                | Derek Hill Andy Lally Marino Franchitti                  | Nissan (AER) VQL 3.0L V6    | Y    | 12    |
| 43 DNF | LMP1      | 50 | Team Elite                                 | Jay Cochran Ed Zabinski Damien Faulkner                  | Lotus Elise GT1             | D    | 7     |
| 43 DNF | LMP1      | 50 | Team Elite                                 | Jay Cochran Ed Zabinski Damien Faulkner                  | Chevrolet LT5 6.0L V8       | D    | 7     |
| 44 DNF | LMP2      | 19 | Van der Steur Racing                       | Gunnar van der Steur Spencer Pumpelly Eric van der Steur | Lola B2K/40                 | Y    | 2     |
| 44 DNF | LMP2      | 19 | Van der Steur Racing                       | Gunnar van der Steur Spencer Pumpelly Eric van der Steur | Nissan (AER) VQL 3.0L V6    | Y    | 2     |